# Nauru Broadcasting Service
A Nauru Broadcasting Service (também conhecida como NBS) é um serviço de radiofusão de meio não-comercial, estatal com sede na República de Nauru.
Fundada em 1968, quando o país obteve independência, a NBS opera a Nauru Television e a Nauru Radio.
No início dos anos 2000, em um contexto de dificuldades econômicas, a NBS não estava produzindo conteúdo local, e sim retransmitindo programas da BBC, da Australian Broadcasting Corporation e da Television New Zealand. A Nauru Television não possuia câmeras funcionais, e os sinais da Nauru Radio eram fracos demais para serem ouvidos por todo o pequeno país. As capacidades da NBS foram aperfeiçoadas com a ajuda econômica da Austrália, e já no final dos anos 2000 a NBS estava transmitindo programas produzidos em Nauru por toda a ilha.